# Henry Friendly

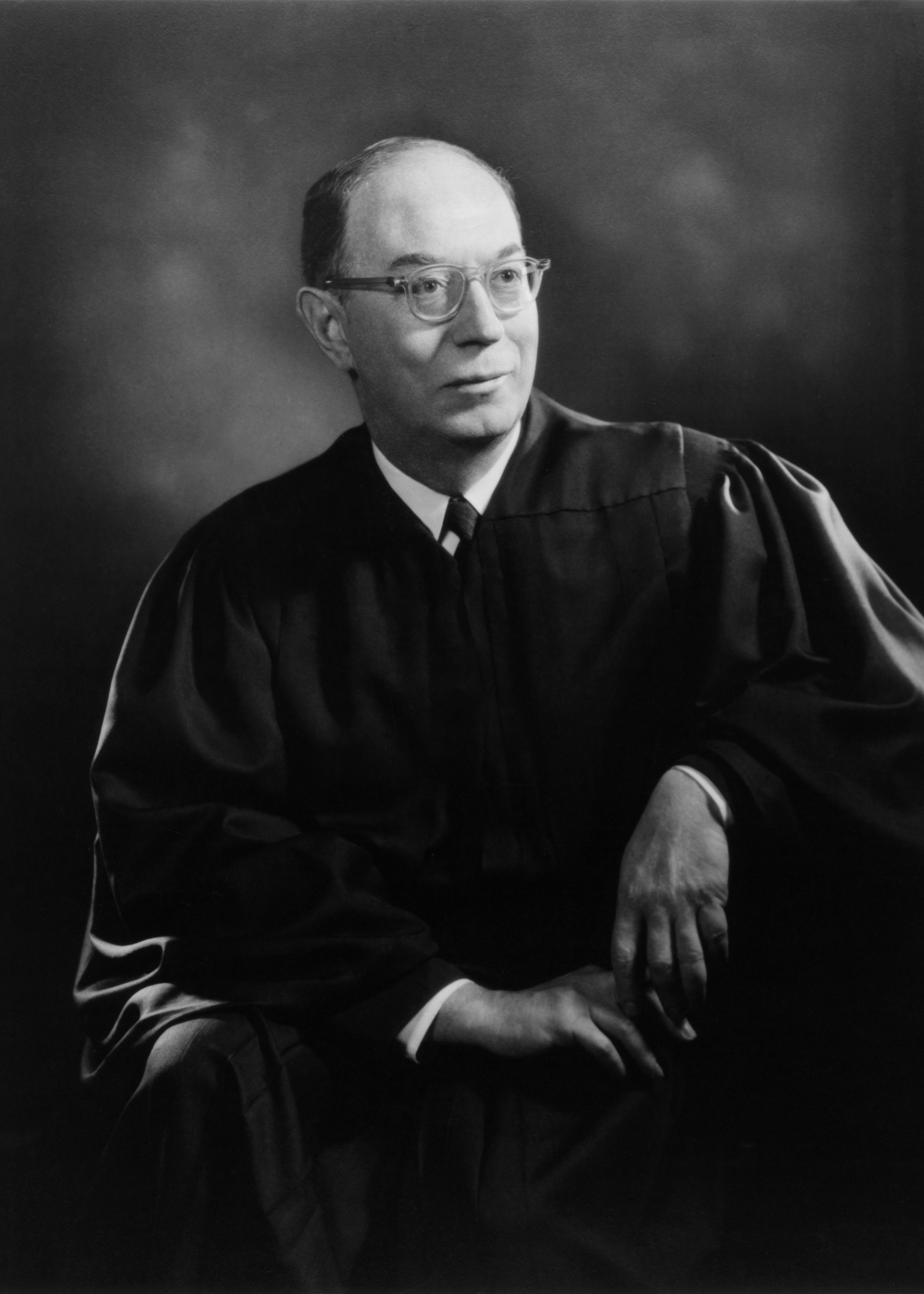
Henry Friendly

Henry Jacob Friendly (* 3. Juli 1903 in Elmira, New York; † 11. März 1986 (Suizid) in New York City, New York) war ein US-amerikanischer Jurist, der unter anderem von 1971 bis 1973 Präsident des Berufungsgerichts der Vereinigten Staaten für den zweiten Gerichtsbezirk (Chief Judge of the US Court of Appeals for the Second Circuit) war. Friendly war einer der bedeutendsten US-Richter des 20. Jahrhunderts, dessen Urteile zu den am häufigsten zitierten in der Bundesrechtsprechung zählen. 1977 wurde ihm die Presidential Medal of Freedom verliehen.

## Leben
Henry Jacob Friendly, Sohn von Myer Henry Friendly (1862–1938) und Leah Hallo Friendly (1868–1966), stammte aus der deutsch-jüdischen Familie Freundlich, die in Wittelshofen in Mittelfranken als Milchbauern lebten und dessen Großvater 1852 in die USA einwanderte. Er absolvierte nach dem Schulbesuch ein grundständiges Studium am Harvard College, welches er 1923 mit einem Bachelor of Arts (A.B.) beendete. Ein darauf folgendes Studium der Rechtswissenschaften an der Harvard Law School schloss er 1927 mit einem Bachelor of Laws (LL.B.) ab und war im Anschluss von 1927 bis 1928 juristischer Mitarbeiter von Louis Brandeis, einem Richter am Obersten Gerichtshof der Vereinigten Staaten. Er nahm daraufhin von 1928 bis 1959 eine Tätigkeit als Rechtsanwalt in New York City auf und fungierte zudem zwischen 1946 und 1959 als Vizepräsident sowie Chef-Rechtsberater der Fluggesellschaft Pan American World Airways (PAN AM).
Am 10. März 1959 wurde Friendly durch US-Präsident Dwight D. Eisenhower für den vakanten Sitz des Richters Harold Medina als Bundesrichter für das Berufungsgericht des zweiten Gerichtsbezirks (United States Court of Appeals for the Second Circuit) nominiert. Nach der Zustimmung des US-Senats am 9. September 1959 trat er dieses Amt offiziell am 10. September 1959 an. Als Nachfolger von J. Edward Lumbard übernahm er am 20. Juli 1971 auch das Amt als Präsident des Berufungsgerichts der Vereinigten Staaten für den zweiten Gerichtsbezirk (Chief Judge of the US Court of Appeals for the Second Circuit) und bekleidete dieses bis zum 3. Juli 1973, woraufhin Irving Kaufman ihn ablöste. In dieser Funktion war er von 1971 bis 1973 auch Mitglied der US-Justizkonferenz (Judicial Conference of the United States), ein 1922 eingerichtetes Gremium, das vom Obersten Richter der Vereinigten Staaten (Chief Justice of the United States) geleitet wird und aus dem Obersten Richter, dem Vorsitzenden Richter jedes Bundesberufungsgerichtsbezirks sowie einem Bezirksrichter aus verschiedenen Bundesgerichtsbezirken besteht. Am 15. April 1974 schied er aus dem aktiven Richterdienst und wurde daraufhin Senior Judge, während Ellsworth Van Graafeiland zum neuen Bundesrichter für das Berufungsgericht des zweiten Gerichtsbezirks berufen wurde. Nach seinem Ausscheiden aus diesem Gericht war er von 1974 bis zu seinem Tode 1986 Vorsitzender Richter des Sondergerichts für Eisenbahnen (Special Railroad Court). Friendly war einer der bedeutendsten US-Richter des 20. Jahrhunderts, dessen Urteile zu den am häufigsten zitierten in der Bundesrechtsprechung zählen. Zu seinen juristischen Mitarbeitern gehörten unter anderem spätere Bundesrichter und Rechtswissenschaftler wie Michael Boudin, Bruce A. Ackerman, William Curtis Bryson, Philip Bobbitt, Ruth Wedgwood, Merrick B. Garland, und John Roberts 1977 wurde ihm die Presidential Medal of Freedom verliehen, neben der gleichrangigen Congressional Gold Medal eine der beiden höchsten zivilen Auszeichnungen der Vereinigten Staaten von Amerika.
Henry Friendly war von 1930 bis zu deren Tode mit Sophie Mathilde Stern Friendly (1909–1985) verheiratet und wurde nach seinem Tode durch Suizid auf dem Mount Sinai Cemetery in Philadelphia beigesetzt.

## Veröffentlichungen
- The Federal administrative agencies, Harvard University Press, Cambridge 1962
- In praise of Erie – and of the new federal common law, Association of the Bar of the City of New York, 1964
- Benchmark, University of Chicago Press, Chicago 1967
- The Dartmouth College case and the public-private penumbra, University of Texas, Austin 1969
- Federal jurisdiction. A general view, Columbia University Press, New York City 1973

## Hintergrundliteratur
- Daniel Lewis Breen: Henry J. Friendly and the Pragmatic Tradition in American Law, PhD Dissertation, Boston College, 2002
- David M. Dorsen: Henry Friendly. Greatest Judge of His Era, Harvard University Press, Cambridge 2012